# 都秉勳
都秉勳（韓語：도병훈，1998年5月14日—），韓國男演員。

## 影視作品

### 劇集
| 年份 | 播放平台   | 劇名                       | 角色   | 備註 |
| 2018 | XtvN       | 《復仇筆記 2》             | 金周元 |      |
| 2023 | U+Mobiletv | 《天黑了》                 | 金東賢 | 配角 |
| 2024 | TVING      | 《我光明正大想成為灰姑娘》 | 許英裴 | 配角 |

### 音樂錄影帶
| 日期           | 歌曲名稱            | 歌手 | 備註  |
| 2025年04月21日 | 《Best I Ever Had》 | EB   | [ 4 ] |

## 外部連結
- 官方网站
- 都秉勳的Instagram帳戶
- 都秉勳在NAVER上的资料
- 都秉勳在Daum上的资料
- 都秉勳在互联网电影资料库（IMDb）上的資料（英文）
- 都秉勳在HanCinema的頁面（英文）